# Testul Trinity

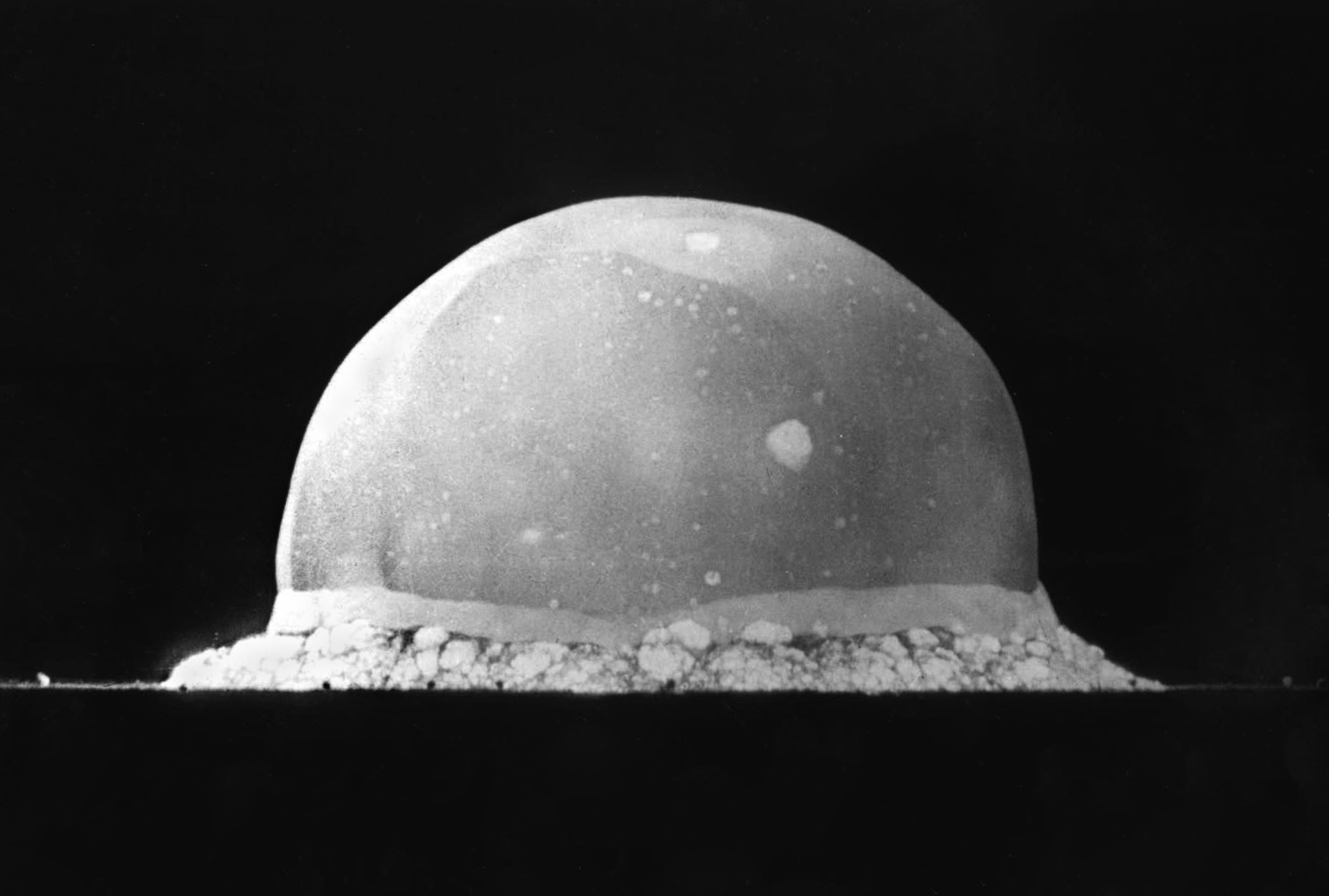
Imaginea exploziei Trinity la 16 milisecunde de la detonare; înălțimea emisferei este de circa 200m.

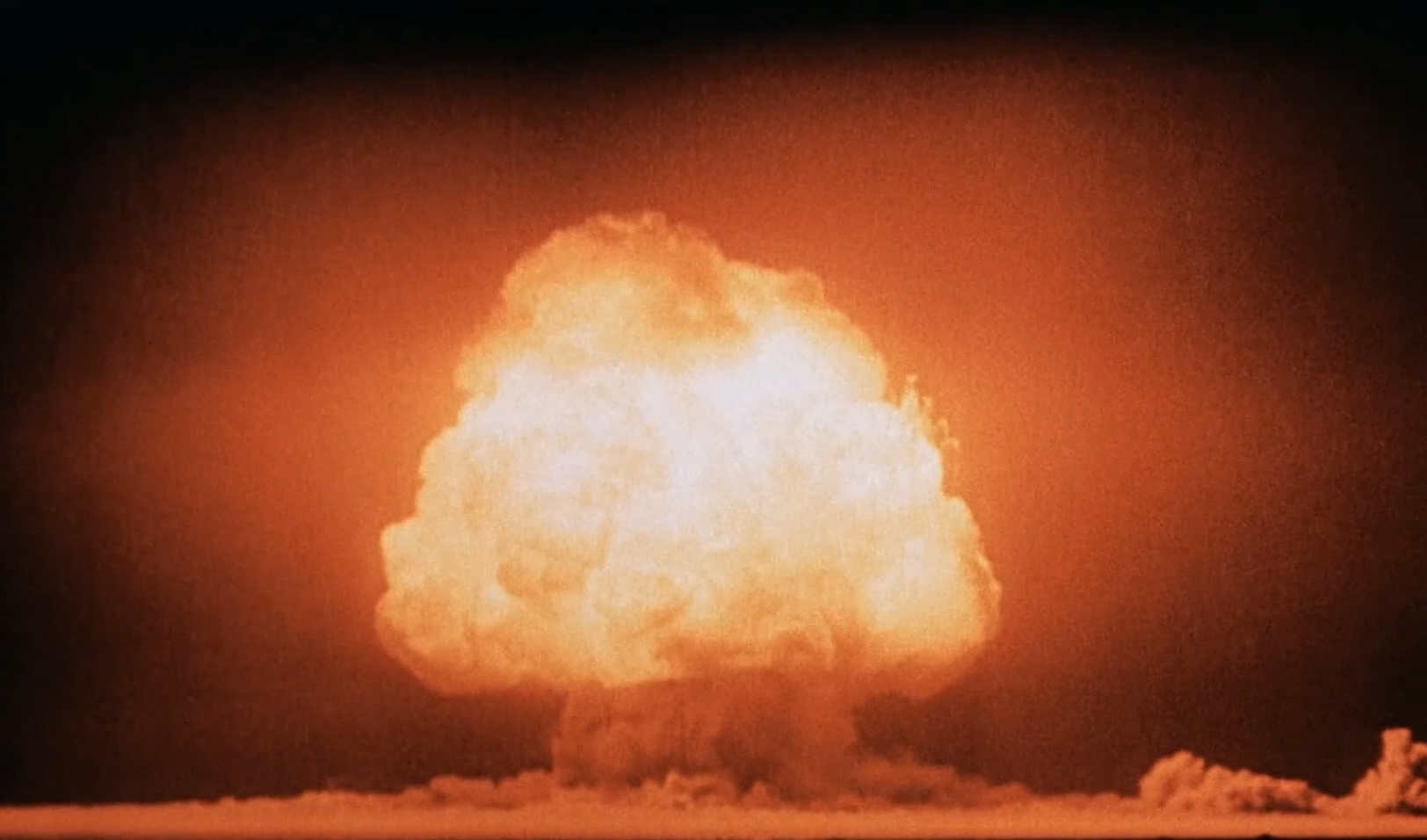
Norul exploziei la câteva secunde după detonare

Trinity a fost primul test al tehnologiei pentru bomba atomică (varianta cu implozie cu plutoniu - fisiune lansată asupra orașului japonez Nagasaki). Testul a avut loc pe 16 iulie 1945 lângă Alamogordo, New Mexico. Echivalent TNT: 20 kilotone.

## Galerie de imagini

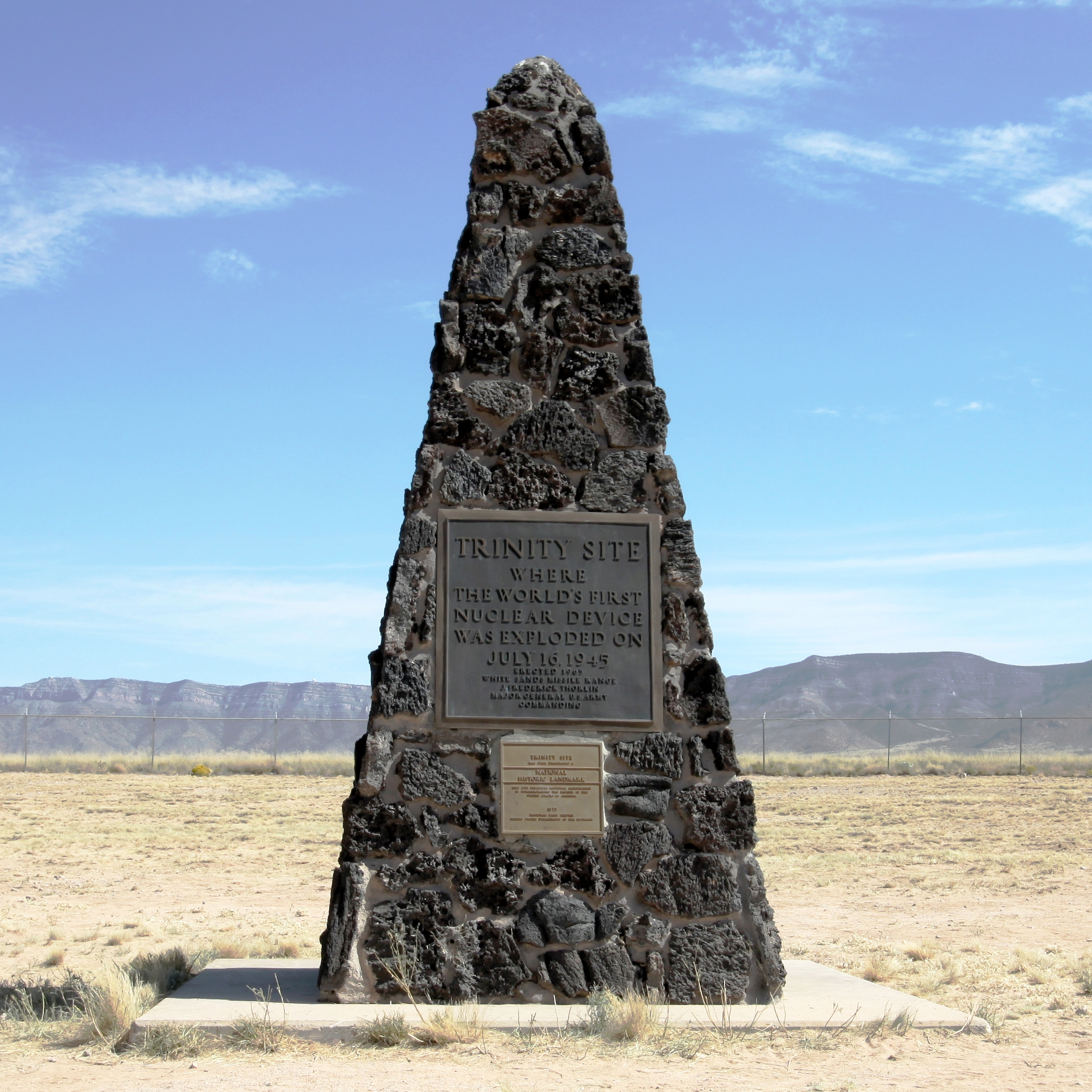
Monument pe locul primei explozii atomice Trinity